# Rupia dell'India francese
La rupia (francese roupie inglese rupee) è stata la moneta dell'India francese. Aveva lo stesso valore della Rupia indiana emessa dal governo britannico e poi da quello indiano. Fino al 1871 fu emessa solo come moneta: la roupie era suddivisa in 8 fanon, ognuno di 3 doudou o 20 cash. Dal 1875 furono emesse banconote dalla francese Banque de l'Indochine. Queste banconote circolarono accanto anche alle emissioni dell'India britannica. 

## Monete
Le monete furono coniate alle zecche di Arcot, Podichery e Surat.
Alla zecca di Arcot furono coniate, a nome dello shah Alam II, monete d'argento dal valore di 1/4, 1/2 ed 1 rupia. Le monete erano caratterizzate dal segno di zecca costituito da un crescente. Il peso della rupia era di ca. 11,4 grammi. Le monete furono coniate negli AH 1177- 1233 (cioè circa 1763-1817).
A Podichery ci fu una coniazione nel periodo 1720 -1837. Era costituita da monete in bronzo da 1 cache, in rame da 1/2 ed 1 doudou, in argento da 1/2, 1 e 2 fanon. Nel periodo 1830-1848 fu coniata anche una moneta in oro da 1 pagoda.

## Banconote
Le banconote furono emesse dalla Banque de l'Indochine, dal 21 gennaio 1875 fino al 1945.

## Tabella dei cambi (1843)
| Pagoda | Roupies | Fanon (Panam) | Cash (Kāsu) | Franco |
| ------ | ------- | ------------- | ----------- | ------ |
| 1      | 3,5     | 28            | 560         | 8,40   |
|        | 1       | 8             | 160         | 2,40   |
|        |         | 1             | 20          | 0,30   |
|        |         |               | 1           | 0,015  |